# Наувальде
Наувальде (нем. Nauwalde) — деревня в Германии, в земле Саксония, входит в район Мейсен в составе городского округа Грёдиц.

## История
Первое упоминание о поселении относится к 1284 году.
До 2013 года Наувальде образовывала собственную коммуну, с населением 1026 человек (на 31 декабря 2010 года), куда также входили населённые пункты: Ниска, Швайнфурт и Шпансберг.
1 января 2013 года, после проведённых реформ, Наувальде, Ниска, Швайнфурт и Шпансберг вошли в состав городского округа Грёдиц в качестве районов.